# الدورة المدرسية الثامنة عشر 2010
انطلقت في العاصمة اللبنانية بيروت دورة الألعاب الرياضية العربية المدرسية الثامنة عشرة «بيروت 2010» للفترة من 25 يوليو إلى 5 أغسطس 2010  بمشاركة أكثر من 1500 رياضي ورياضية من 14 دولة عربية. تنافسوا في (8) فعاليات رياضية.
ويستضيف لبنان الحدث للمرة الثالثة في تاريخه تحت رعاية الاتحاد العربي، بعد نسخة الدورة الخامسة في عام 1973 حيث شهدت أول مشاركة للطالبات العربيات والرابعة عشرة عام 2002.
ويجمع الحدث طلبة المدارس في الدول العربية تحت رعاية جامعة الدول العربية ويشمل مسابقات رياضية فردية وجماعية لكلا الجنسين ممن لا تزيد أعمارهم عن 18 سنة.

## الدول المشاركة
| - الجزائر - مصر - المغرب - سوريا - العراق | - الأردن - لبنان - فلسطين - الكويت - السعودية | - السودان - الإمارات - اليمن - قطر - البحرين |

## الألعاب المشاركة
| - العاب القوى - السباحة - كرة الطاولة | - كرة القدم - كرة الصالات "فوتسال" - كرة السلة | - الكرة الطائرة - كرة اليد - الريشة الطائرة «بادمنتون» - الشطرنج |

## توزيع الاوسمة
| ت  | البلد    | ذهبية | فضية | برونزية | المجموع |
| -- | -------- | ----- | ---- | ------- | ------- |
| 1  | مصر      | 30    | 16   | 4       | 50      |
| 2  | الجزائر  | 17    | 27   | 21      | 65      |
| 3  | سوريا    | 15    | 16   | 20      | 51      |
| 4  | المغرب   | 13    | 11   | 8       | 32      |
| 5  | الأردن   | 9     | 13   | 13      | 35      |
| 6  | لبنان    | 8     | 9    | 17      | 34      |
| 7  | العراق   | 5     | 3    | 10      | 18      |
| 8  | السعودية | 4     | 6    | 8       | 18      |
| 9  | الكويت   | 3     | 4    | 7       | 14      |
| 10 | الإمارات | 2     | 2    | 5       | 9       |
| 11 | تونس     | 2     | 1    | 1       | 4       |
| 12 | البحرين  | 1     | 2    | 2       | 5       |
| 13 | السودان  | 2     | -    | 2       | 4       |
| 14 | فلسطين   | -     | -    | 1       | 1       |
| 15 | قطر      | -     | -    | -       | -       |